# Église Saint-Jean-Baptiste de Balan (Ain)
Pour les articles homonymes, voir Église Saint-Jean-Baptiste.
L'église Saint-Jean-Baptiste de Balan est une église du XIe siècle, remaniée à de multiples occasions. Elle est située à Balan dans le département de l'Ain.
Affectée au culte catholique, elle dépend du groupement paroissial de Montluel, au sein du diocèse de Belley-Ars dans l'archidiocèse de Lyon.

## Histoire

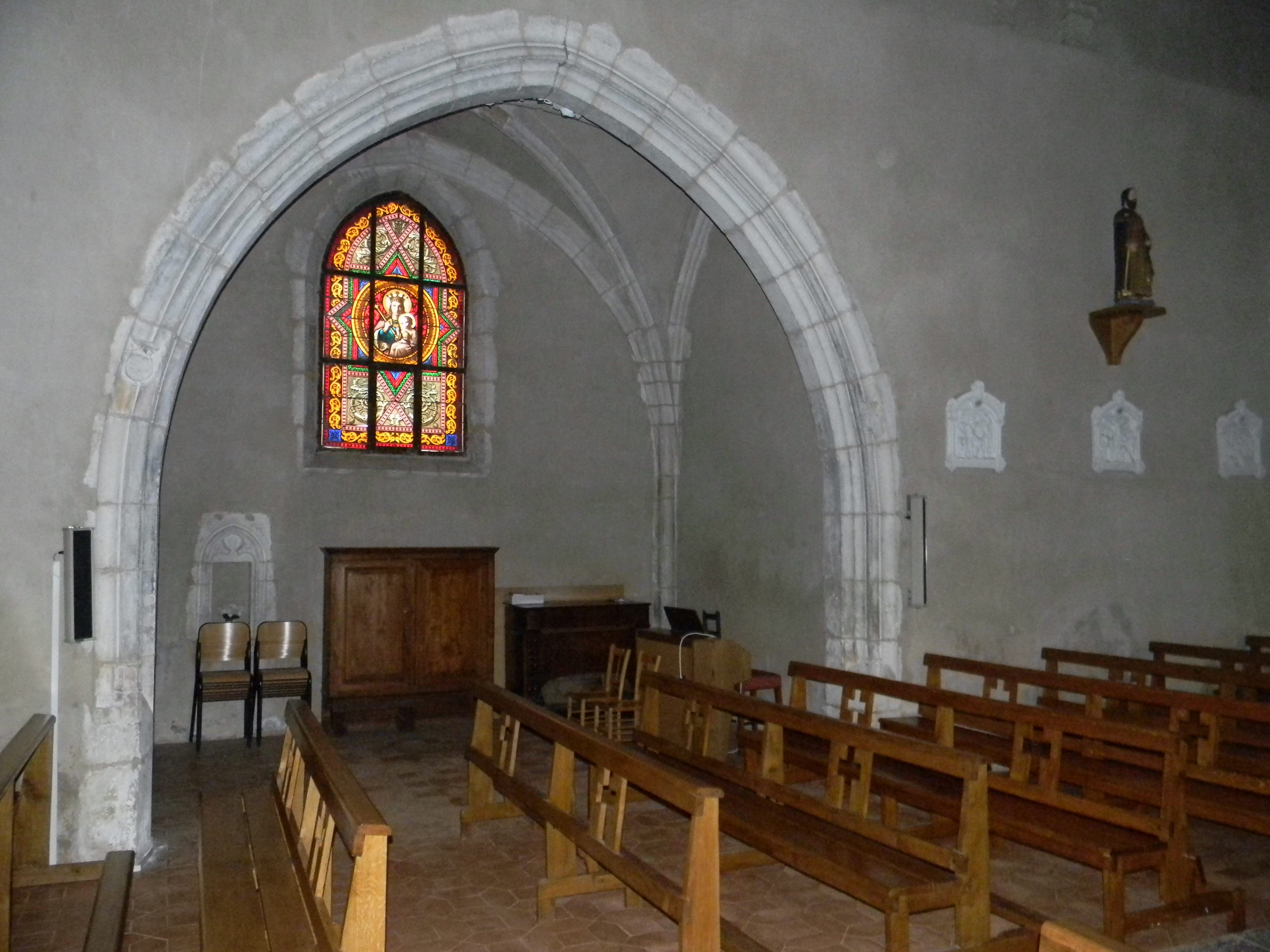
Transept Sud accueillant une chapelle dédiée à Notre-Dame de Grâce, depuis au moins 1613.

La première mention de l'église date de 1187. En 1206, l'archevêque de Lyon Renaud II de Forez fait l'acquisition de nouveaux fonds à Balan ; il semble donc que dès cette période l'archevêché de Lyon, eut une certaine influence sur la vie paroissiale et sur l'église Saint-Jean-Baptiste en particulier. En 1613, on signale que la chapelle Sud est dédiée à Notre-Dame de Grâce, alors que l'église elle-même est déjà dédiée à saint Jean-Baptiste. La chapelle Nord, aurait été édifiée seulement au XVIIe siècle.
À partir du XIXe siècle, l'Histoire de l'église devient surtout celle de ses restaurations et remaniements successifs : en 1863, de gros travaux de rénovation sont entrepris impliquant notamment la reconstitution du chœur ainsi que des travaux relatifs au porche, le clocher est de 1869 ; en mars 1967, le chœur est (à nouveau) restauré (par l'entreprise Jean Bonési de La Boisse et à l'initiative du curé Dondé). Enfin, en 1970, la restauration de l'église se poursuit avec notamment la réfection de la nef.

## Description

### Intérieur
Un chemin de croix est visible à l'intérieur de l'église.

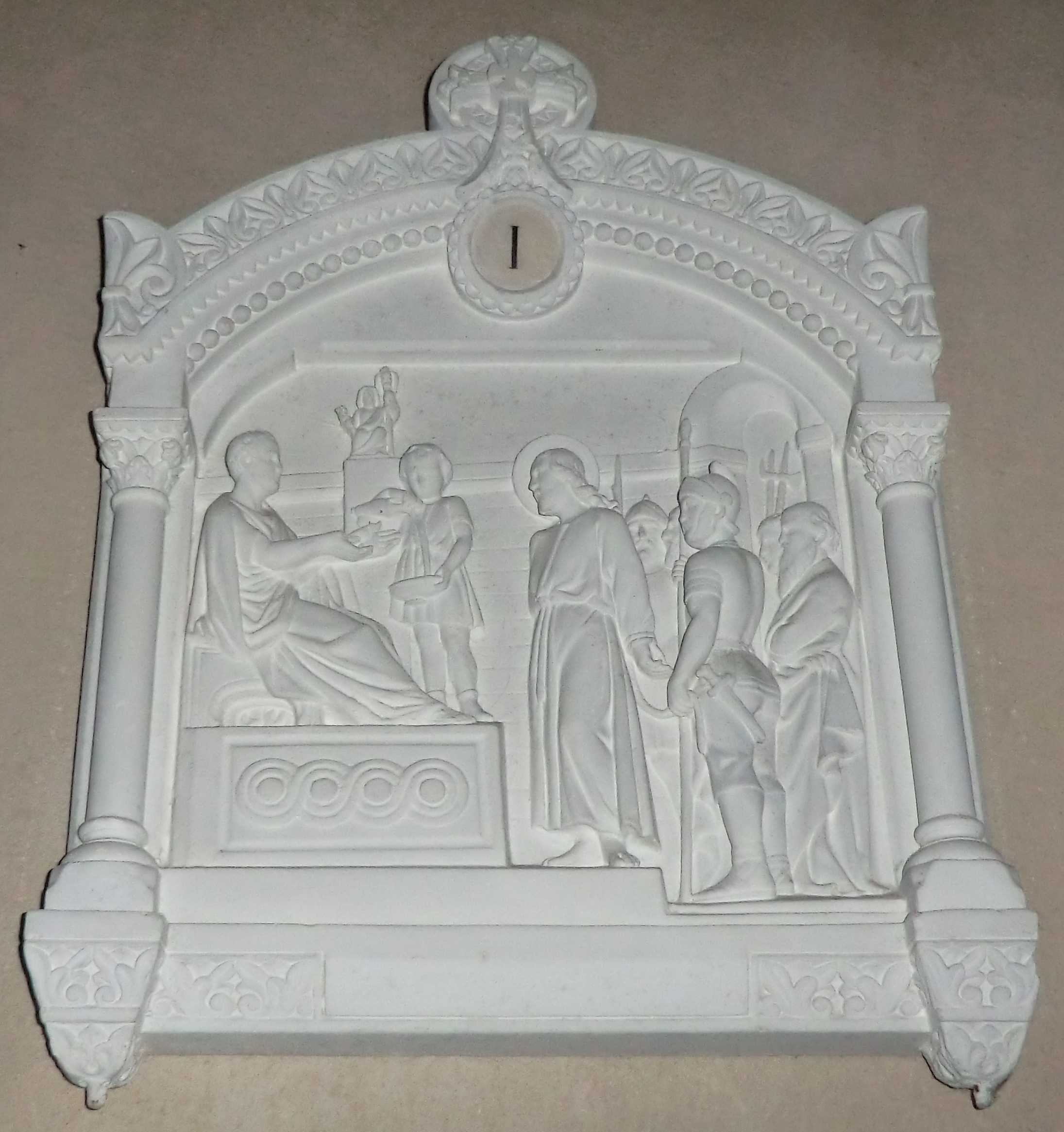
I - Jésus est condamné à être crucifié.
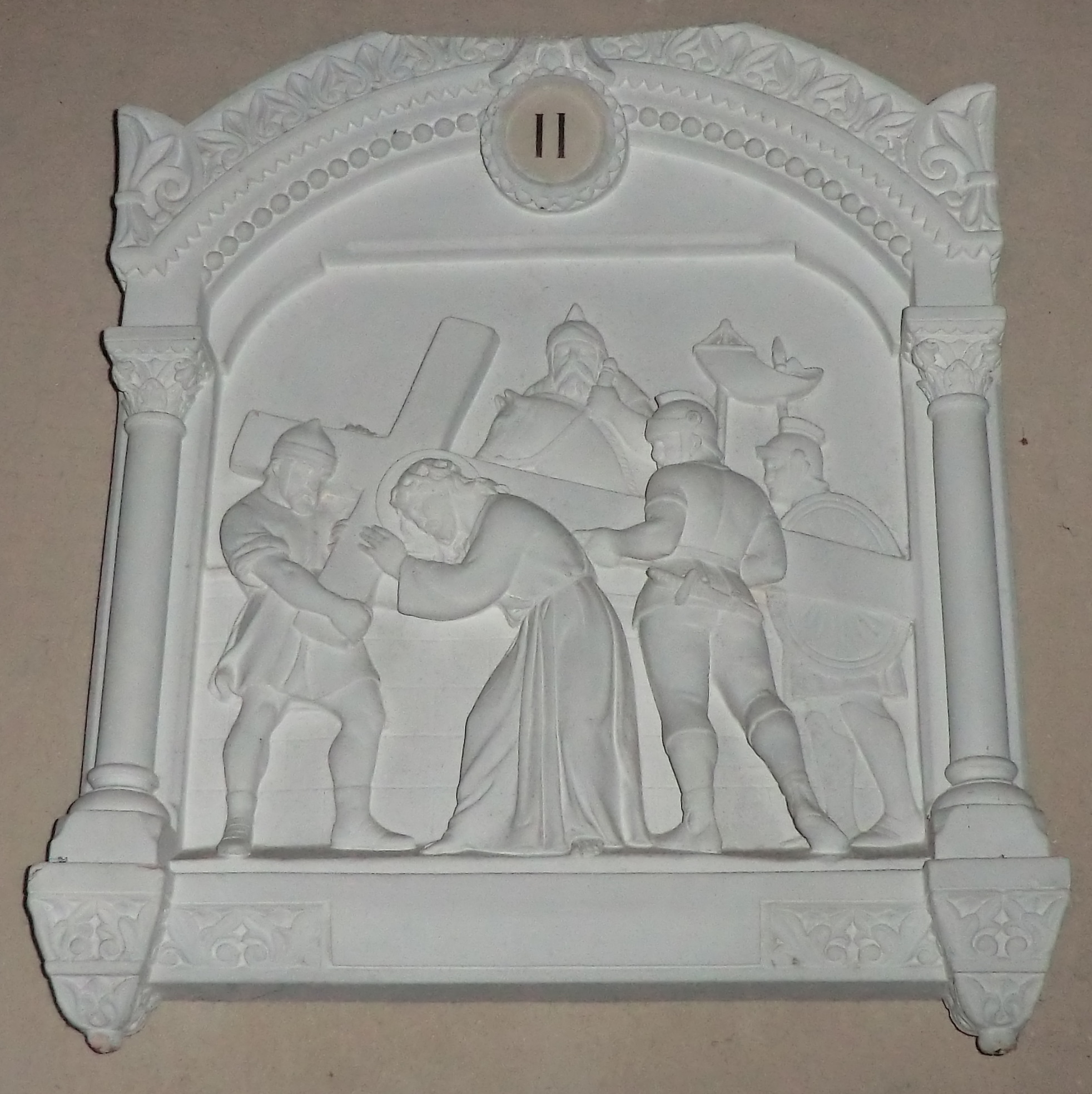
II - Jésus est chargé de sa croix.
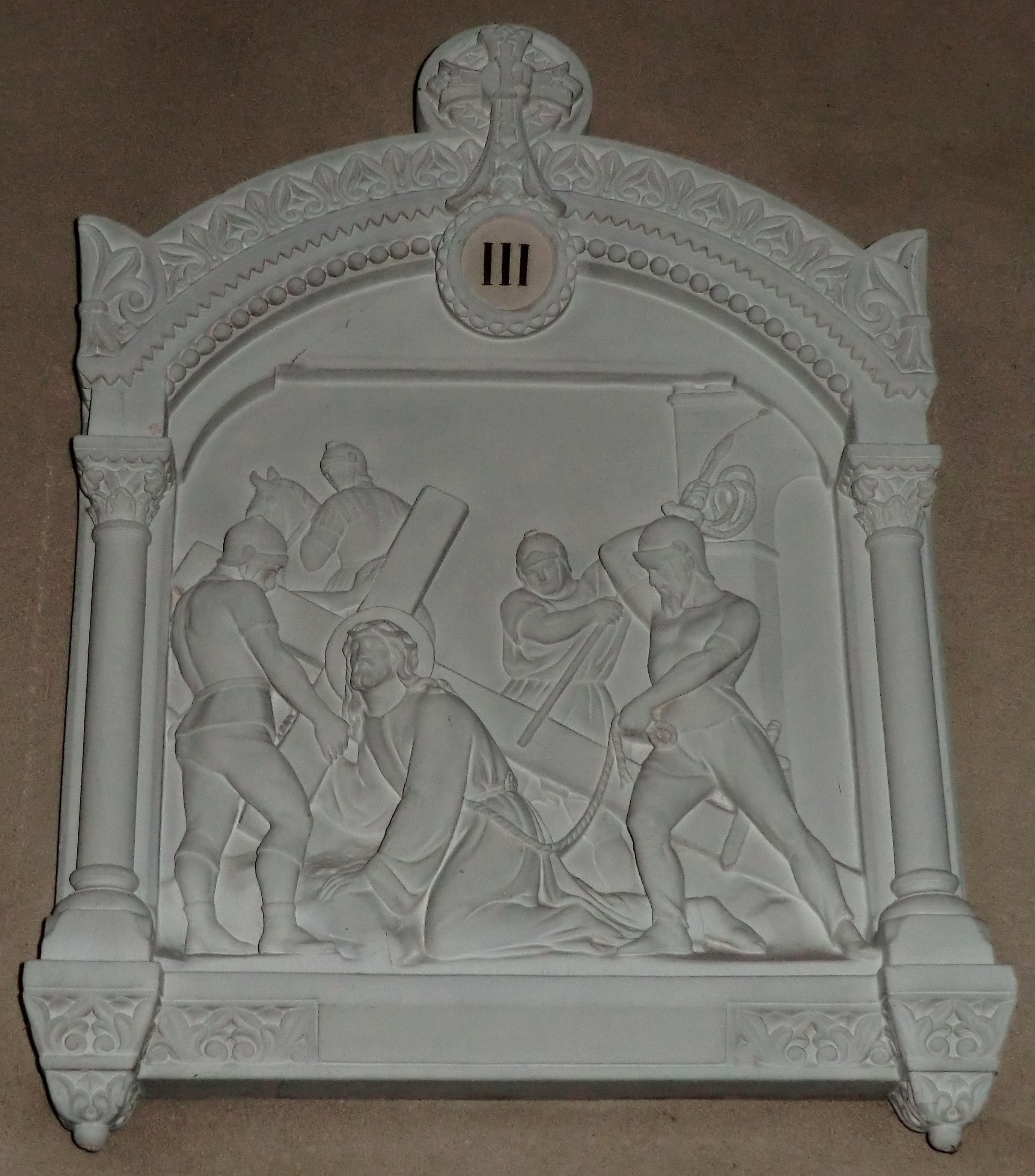
III - Jésus tombe pour la première fois sous le poids de la croix.
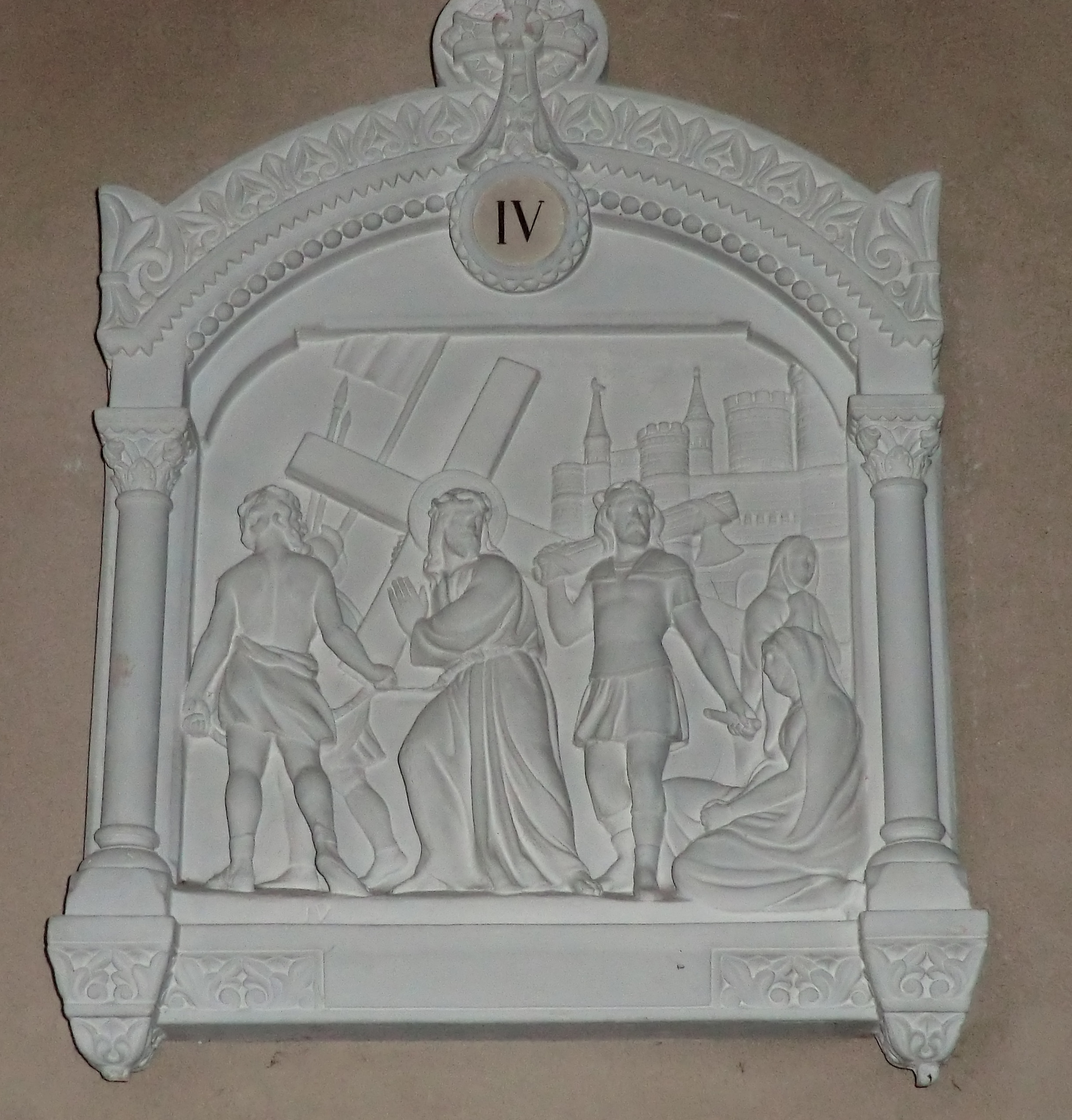
IV - Jésus rencontre sa mère.
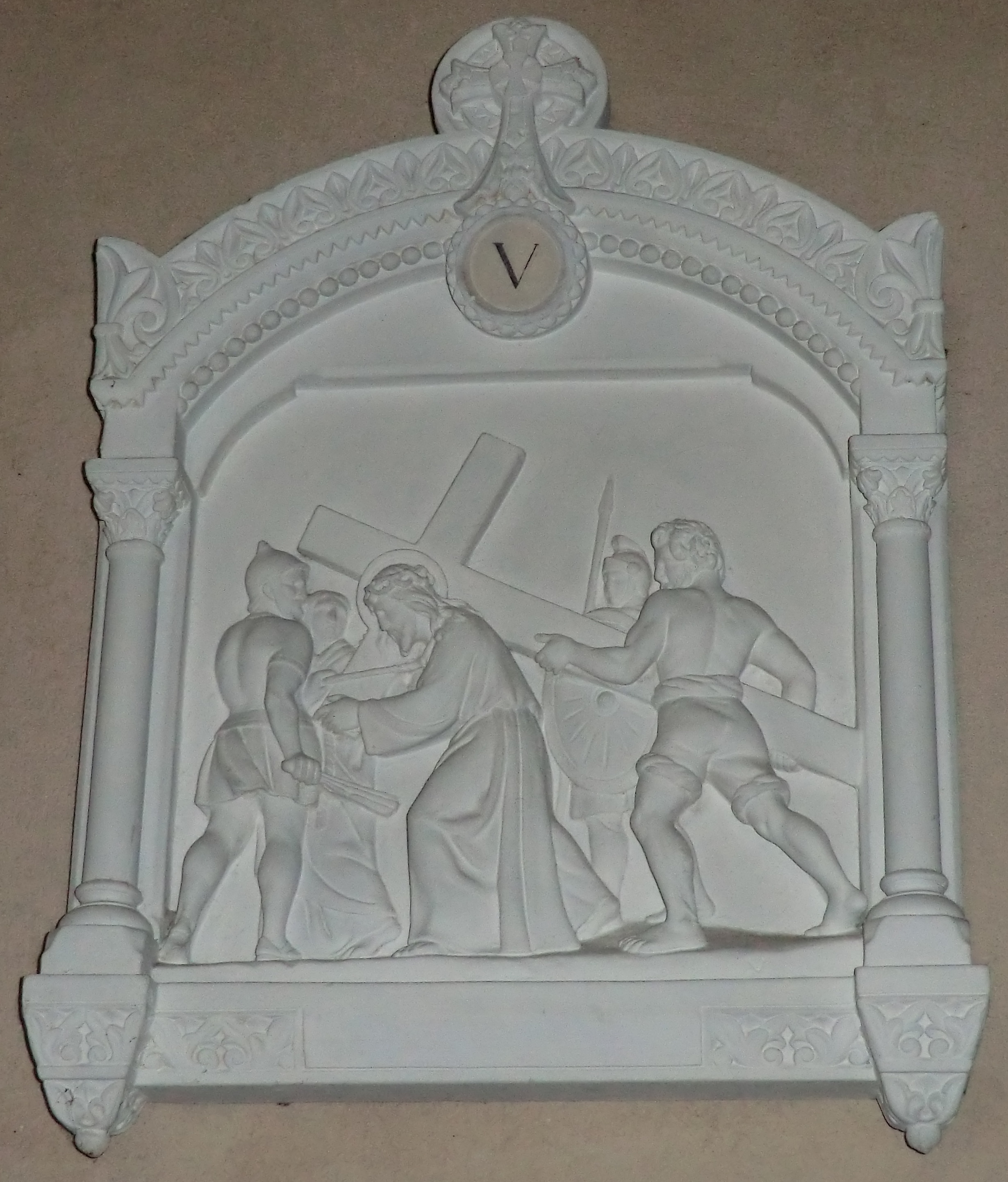
V - Simon de Cyrène aide Jésus à porter sa croix.
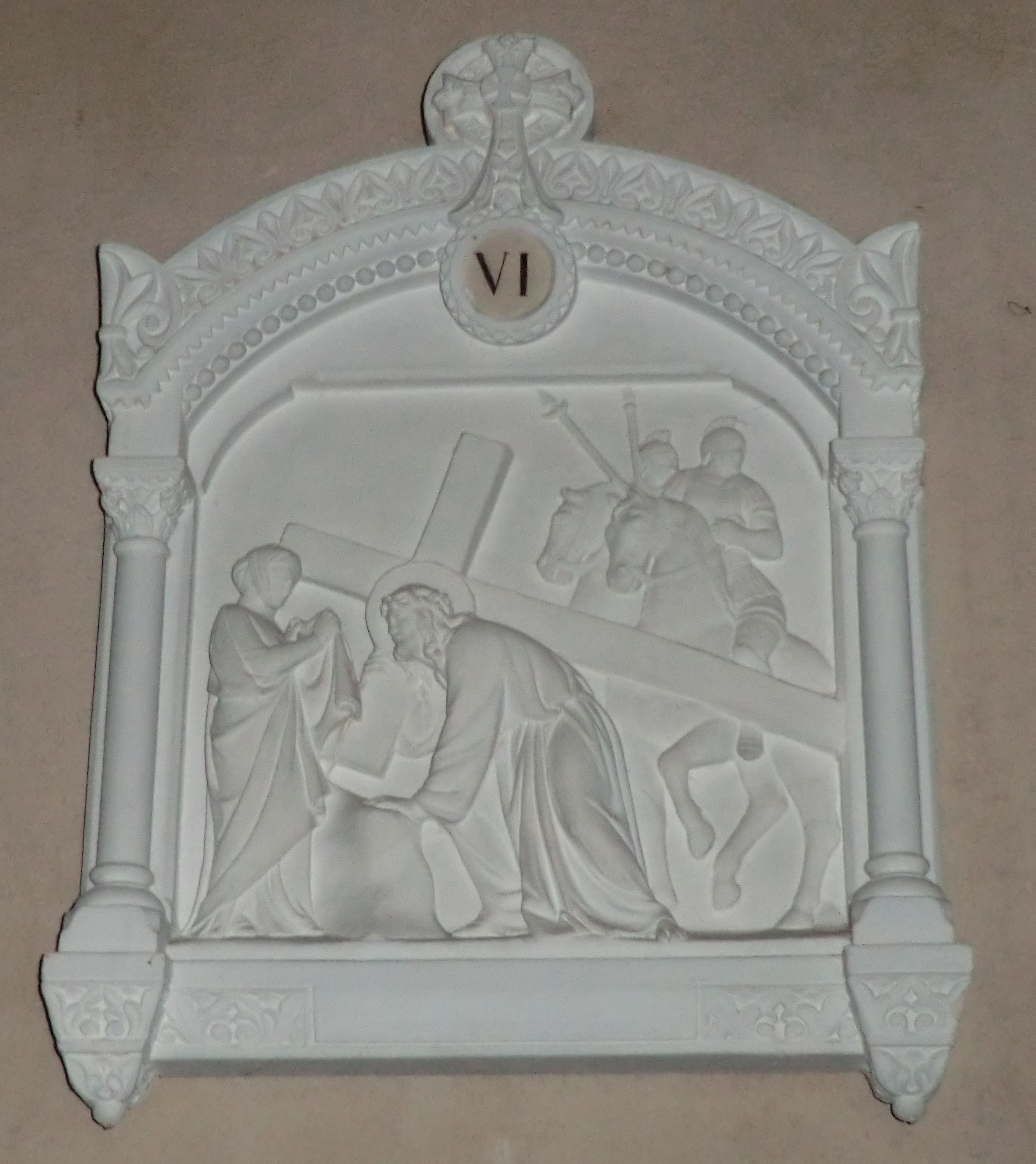
VI - Sainte Véronique essuie le visage de Jésus.
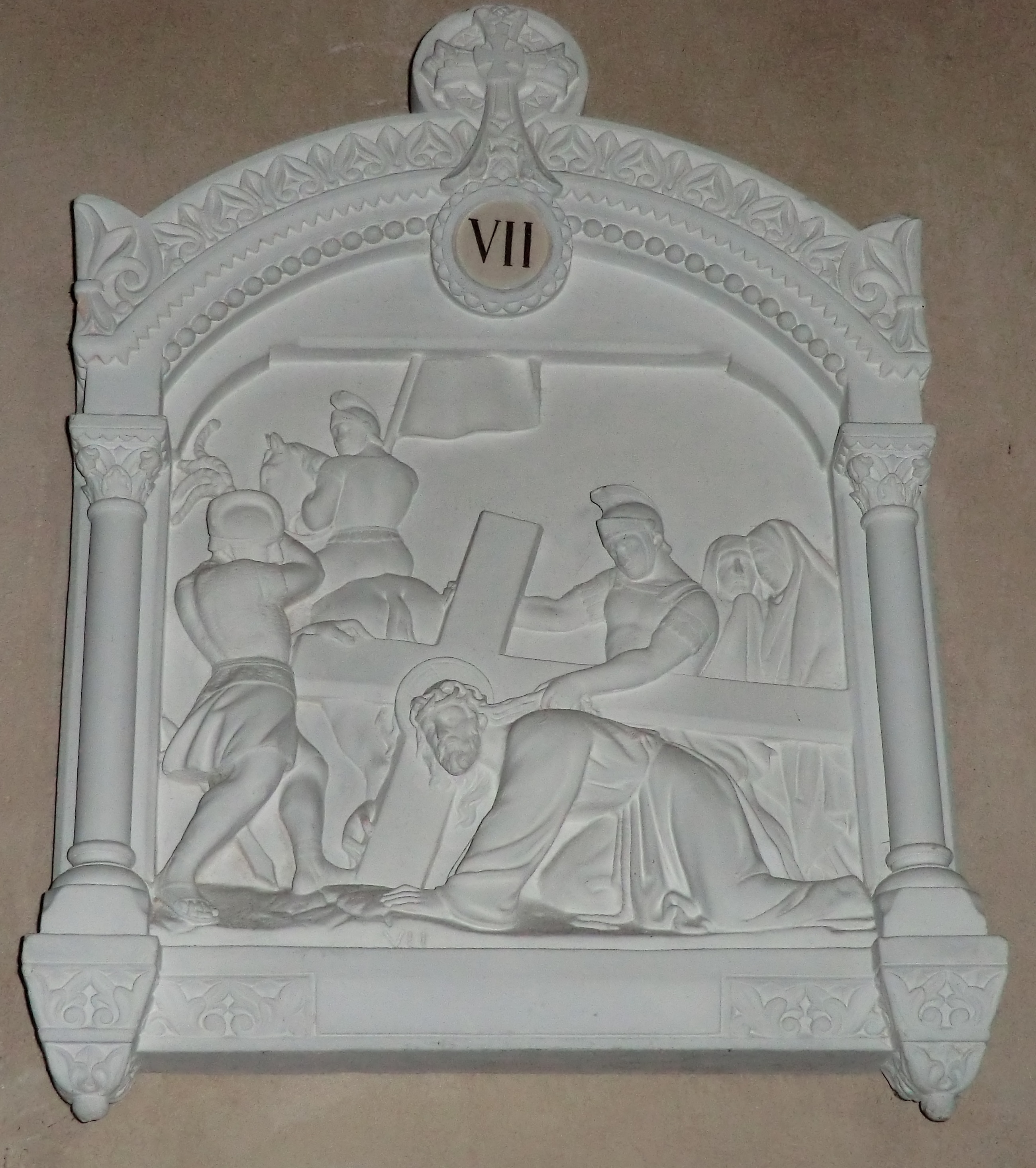
VII - Jésus tombe pour la deuxième fois.
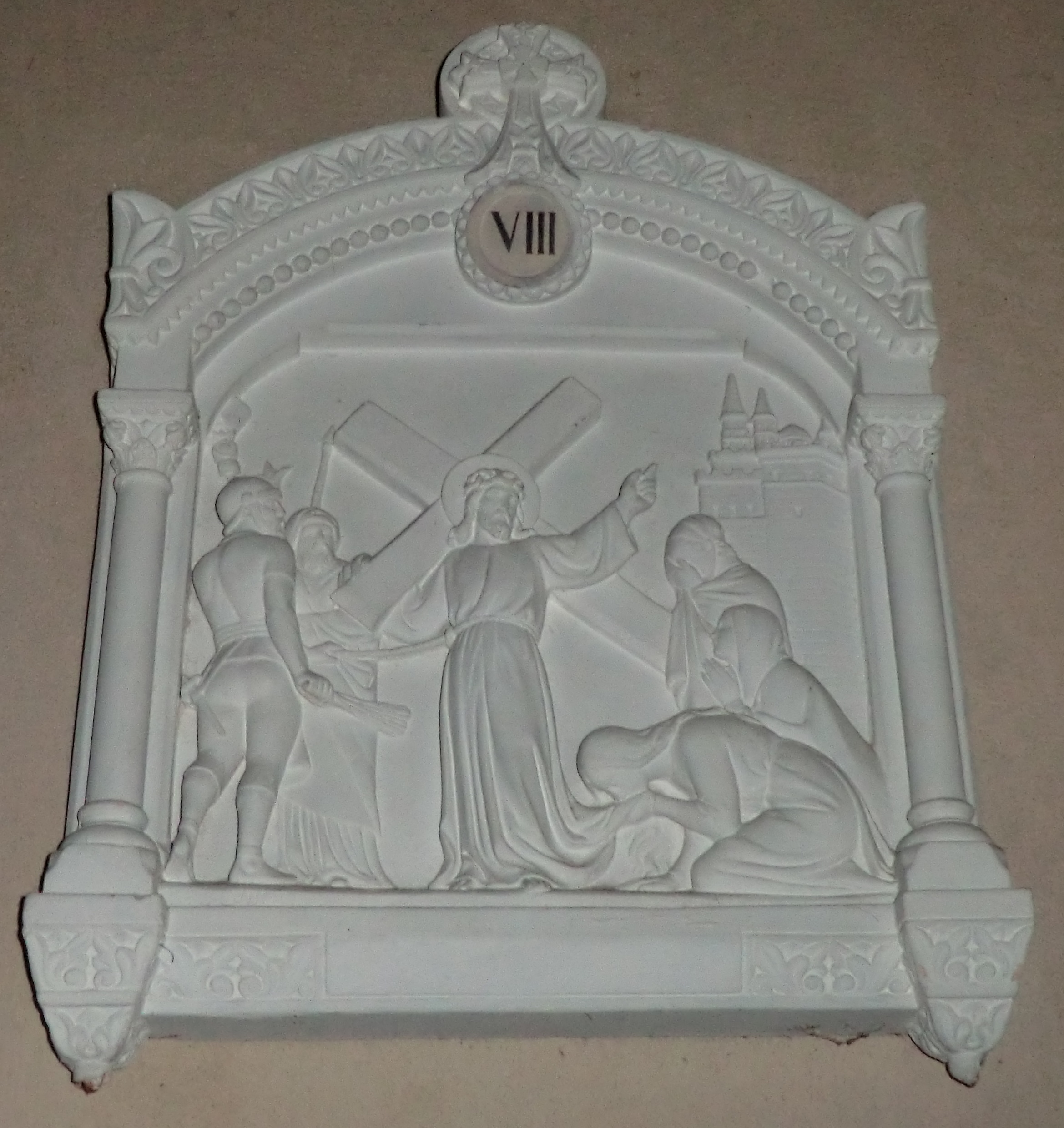
VIII - Jésus rencontre les femmes de Jérusalem qui pleurent.
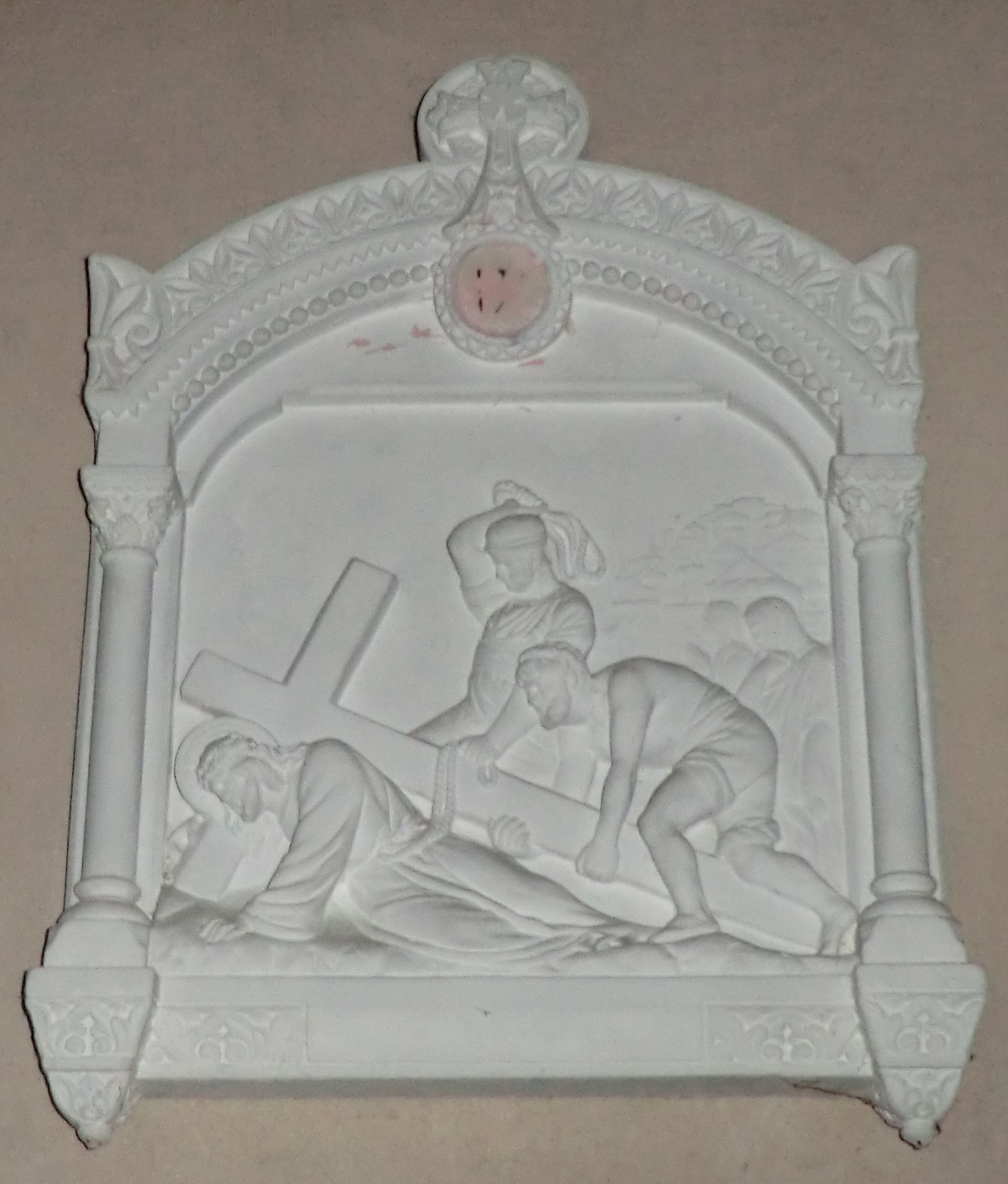
IX - Jésus tombe pour la troisième fois.
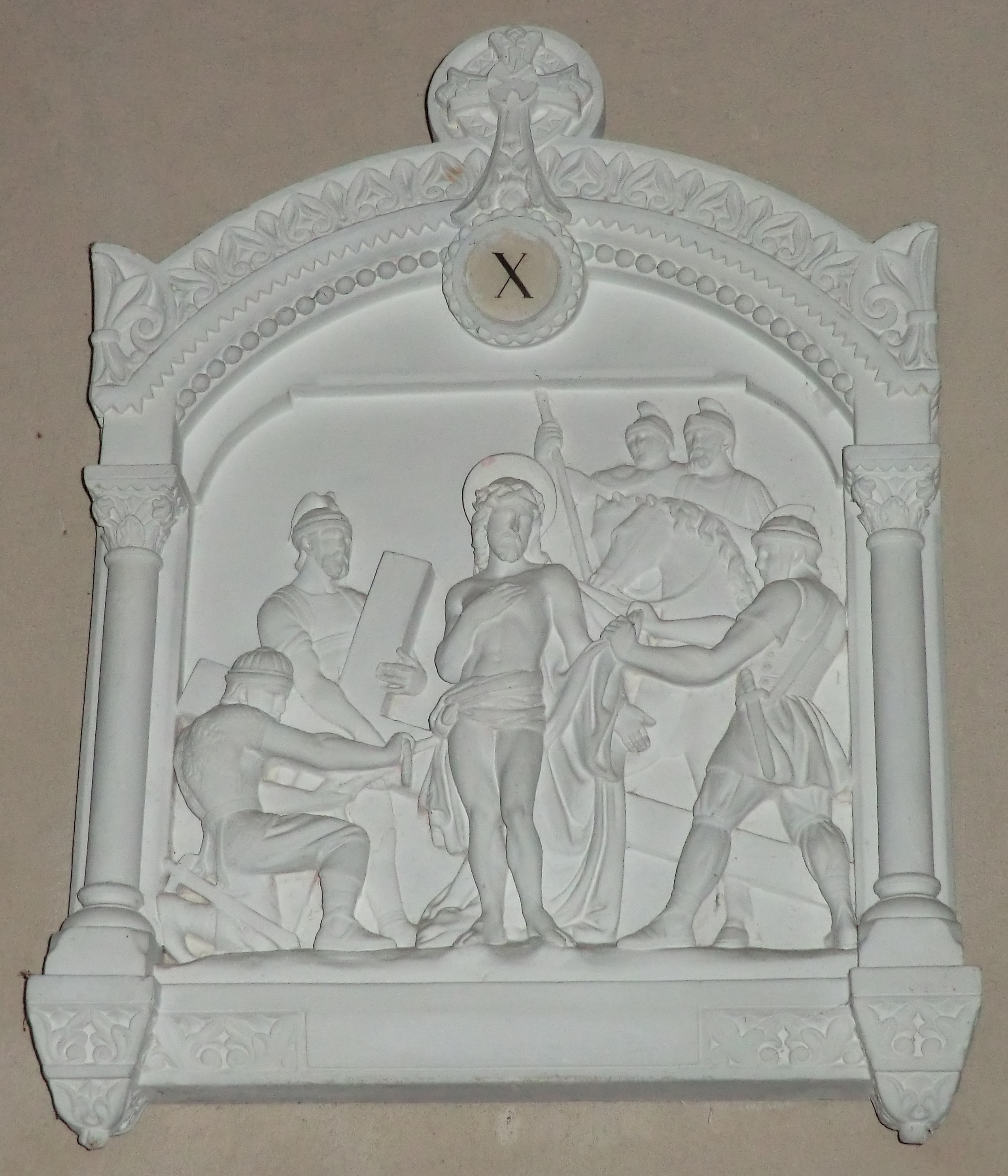
X - Jésus est dépouillé de ses vêtements.
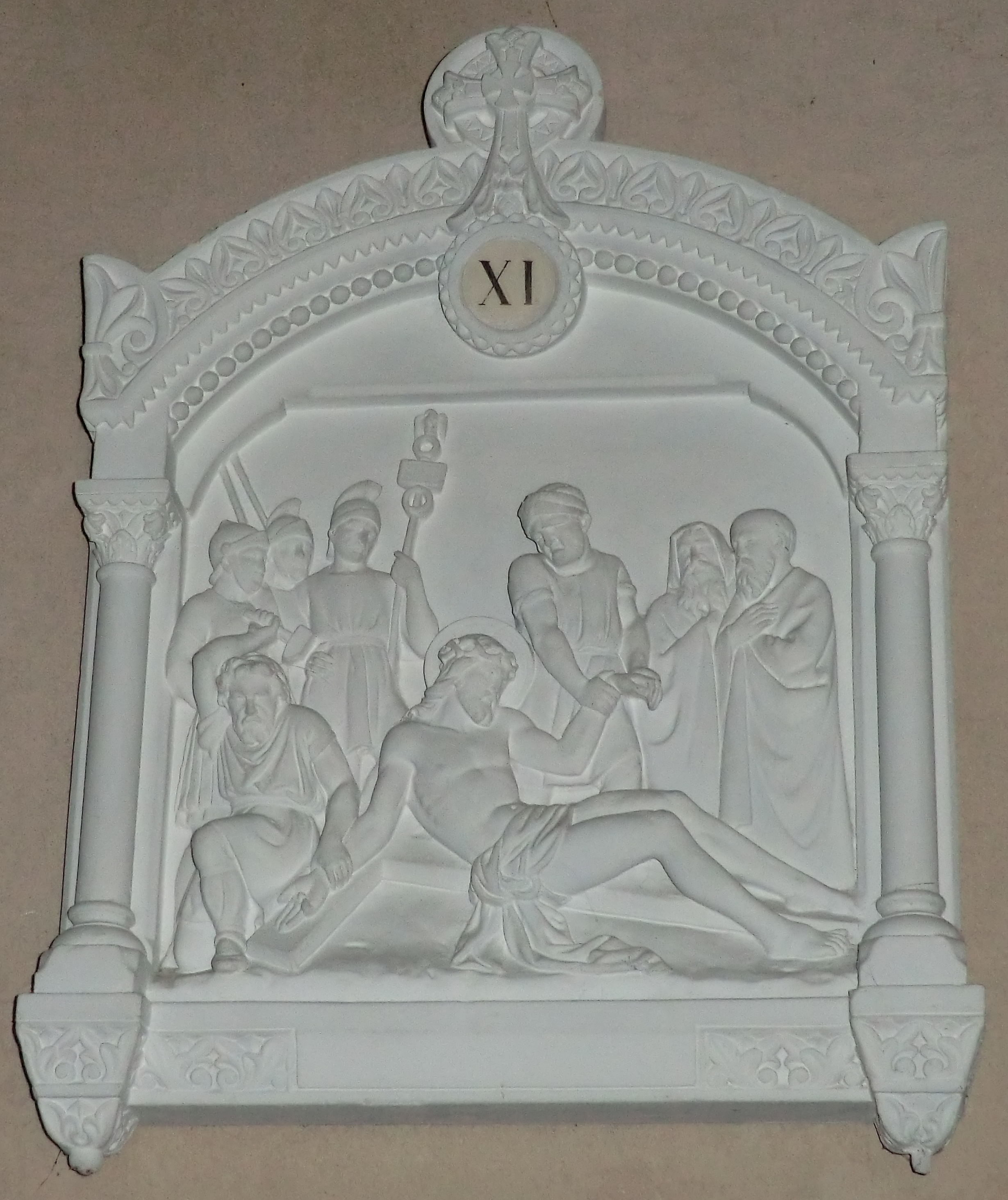
XI - Jésus est cloué sur la croix.
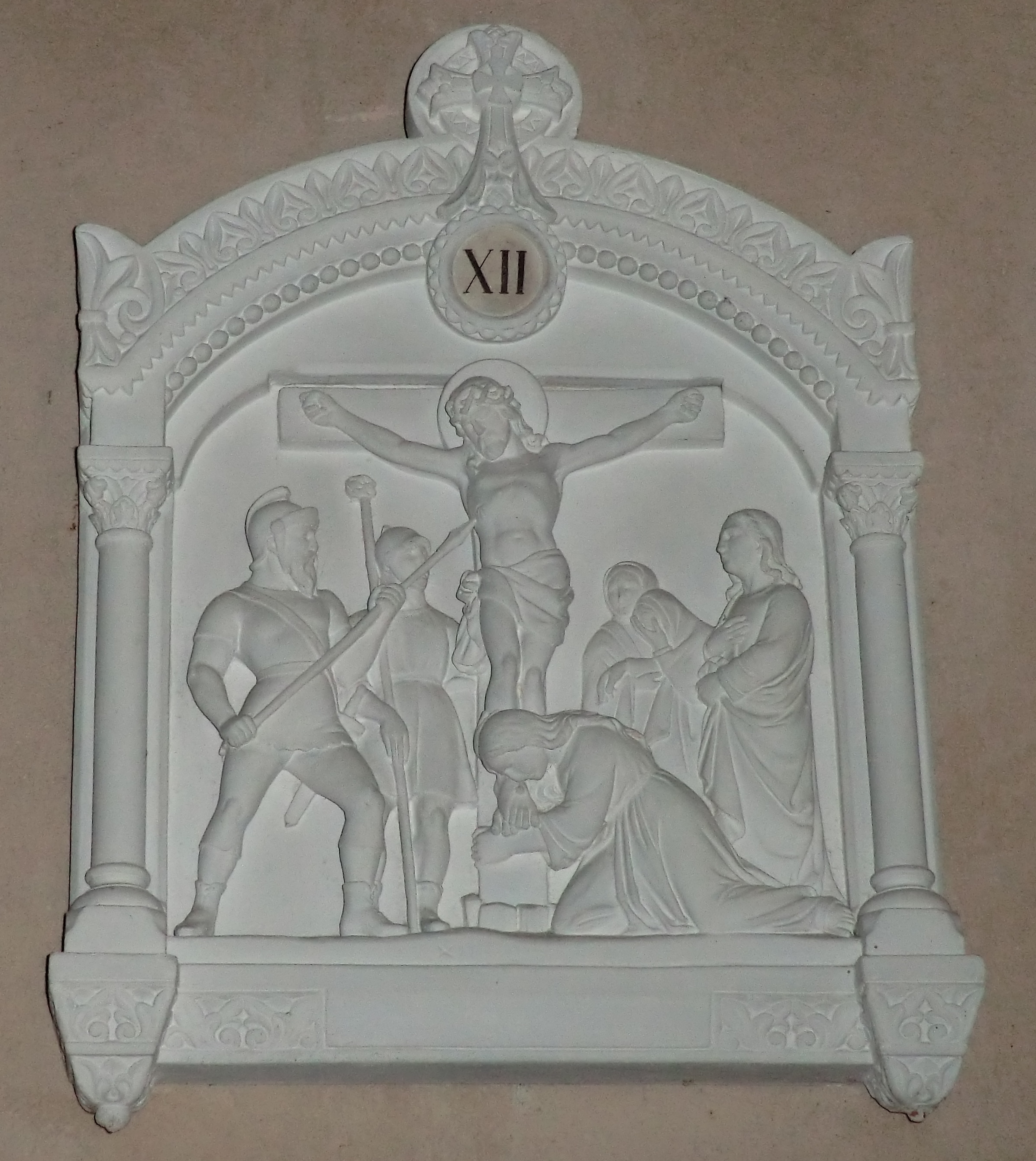
XII - Jésus meurt sur la croix.
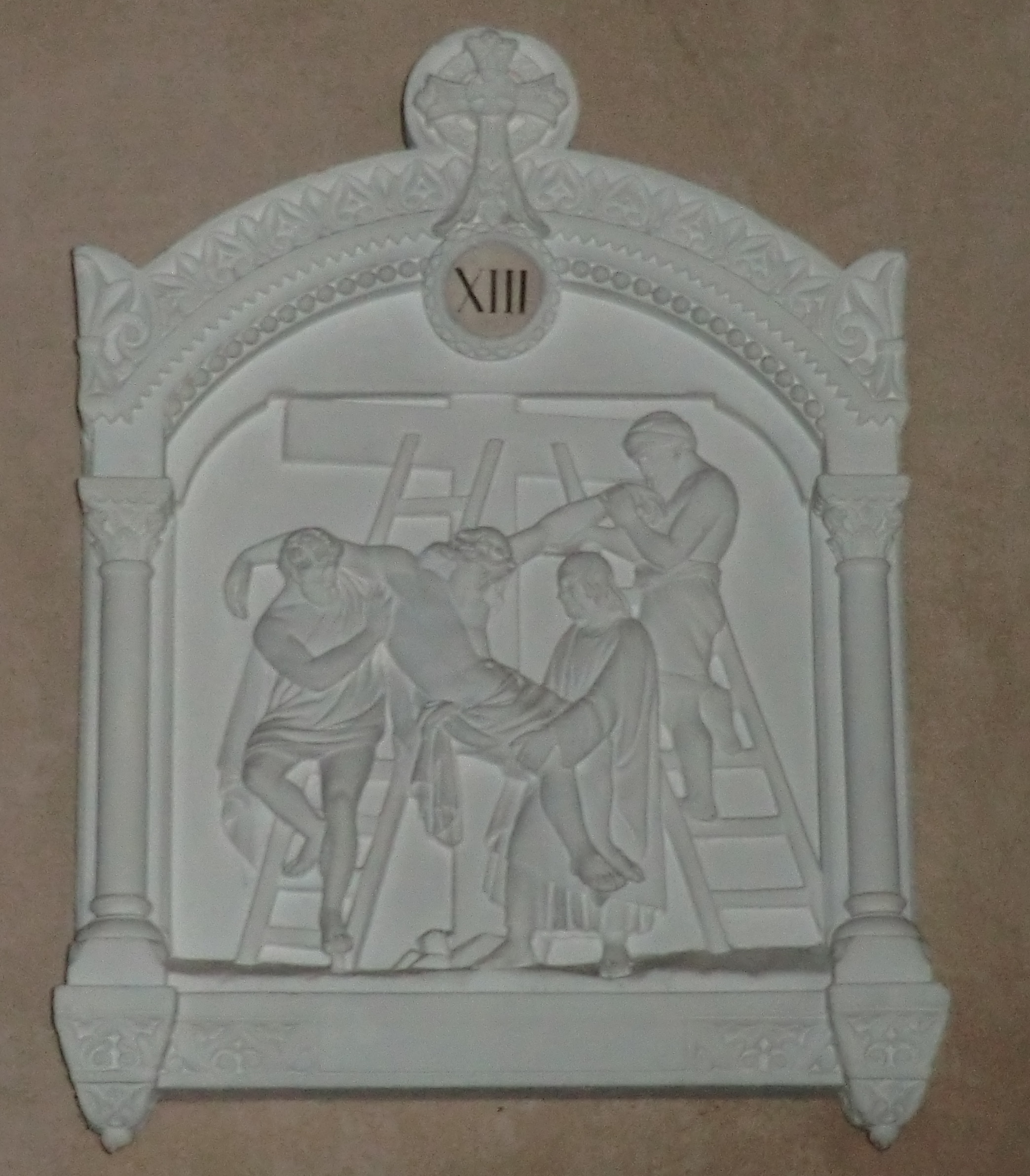
XIII - Jésus est détaché de la croix et son corps est remis à sa mère.
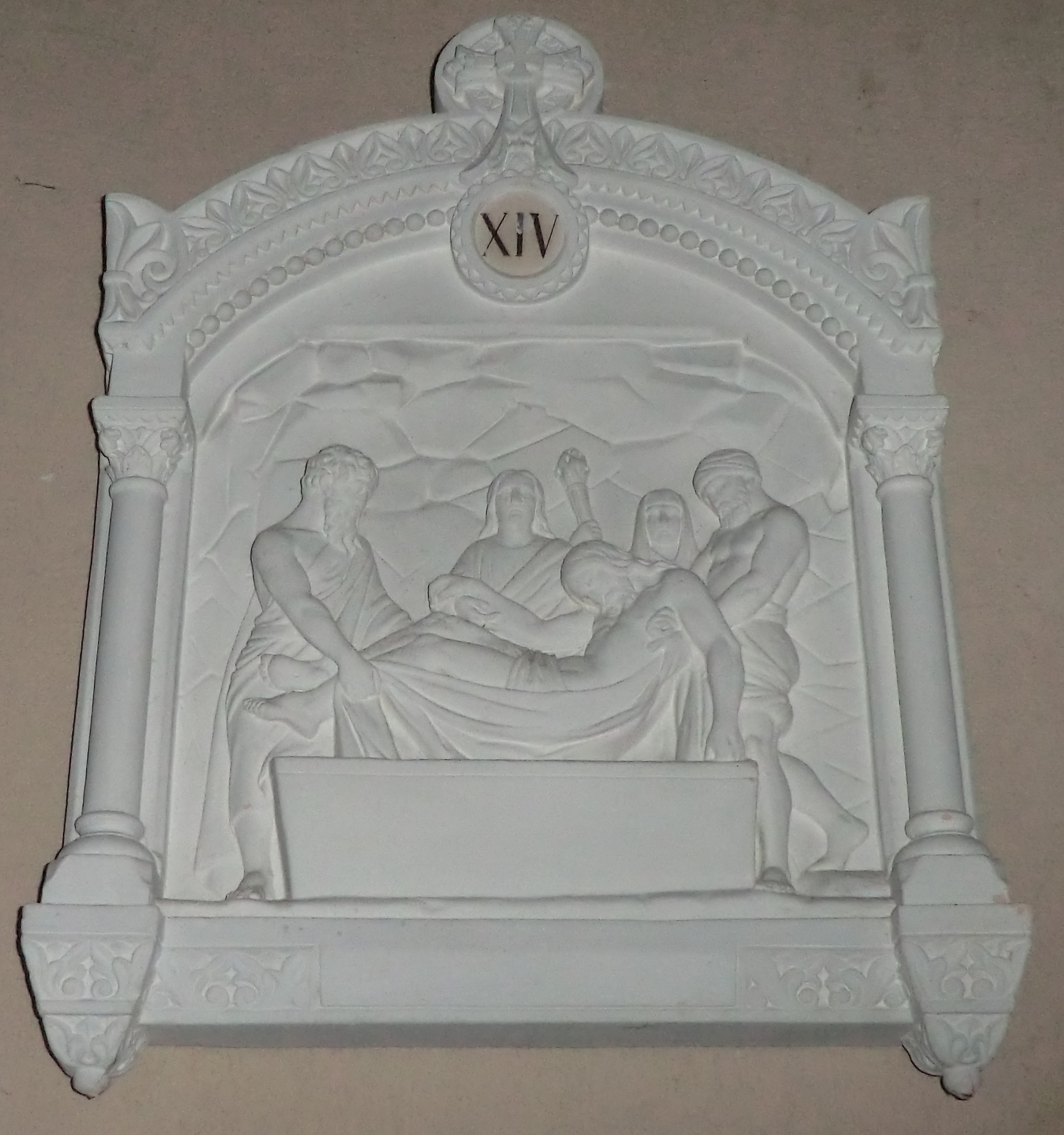
XIV - Le corps de Jésus est mis au tombeau.